# 은주 (요)
은주(銀州)는 요나라가 동경도에 설치한 행정 구역 중 하나이다. 현재의 톄링 시 일대에 설치되었다. 은이 채굴되기 때문에 군명은 부국군(富國軍)으로 지어졌다.
거란이 발해를 정복한 이후 발해가 설치한 부주(富州)를 야율아보기가 은주로 개명했다. 홍의궁(弘義宮)에 소속되어 있었으며 북여진병마사가 군정을 맡았다. 3현을 통치했다.
| 현명   | 한자   | 대략적 위치            | 비고 |
| ------ | ------ | ---------------------- | --- |
| 연진현 | 延津縣 | 톄링 시 인저우 구      | 본래 발해 부수현(富壽縣)이었던 것을 지금의 연진현으로 바꿨다. 지금의 카이위안 시 마가채산성으로 비정되는 연진고성이 본현근처에 위치해있다고 기록되어 있다.                          |
| 신흥현 | 新興縣 | 톄링 시 인저우 구 동?  | 월희부의 땅에 있던 것을 옮겼다. 발해가 은야(銀冶)를 설치했다. <독사방여기요>에 따르면 철령위성의 동쪽에 있었다고 기록되어있다.                                                      |
| 영평현 | 永平縣 | 톄링 시 인저우 구 동북 | 본래 발해 우부현(優富縣)이었던 것을 요 태조 때 지금의 위치로 옮겼다. 옛날에 영평책(永平寨)이 이곳에 있었다. <독사방여기요>에 따르면 명나라시기 철령위의 동북쪽에 있었다고 전해진다. |